# Skeda udde
Skeda udde est une localité du sud de la Suède située dans la commune de Linköping. Elle comptait 253 habitants en 2005.